# Robert Kwami
Robert Stephen Kwami (* 24. November 1879 in Togo (heute: Ost-Ghana); † 11. Oktober 1945) war Pastor und leitender Geistlicher in Togo.

## Leben
Robert Kwami war der Sohn einer Lehrer- und Katechetenfamilie in der damals noch deutschen Kolonie Togo. Sein Vater war noch als Sklave verkauft, jedoch von christlichen Missionaren in Anyako freigekauft worden, was Kwami dazu veranlasste, sich taufen zu lassen und die Missionsschule zu besuchen. 1894 reiste er als 15-Jähriger das erste Mal nach Deutschland, wo er von 1894 bis 1897 die Konfessionelle Ewe-Schule in Westheim bei Schwäbisch Hall besuchte. Hier kam er auch mit der schwäbischen pietistischen Erweckungsbewegung in Kontakt, die prägend werden sollte für sein weiteres Leben.
1897 kehrte Kwami nach Togo zurück und unterrichtete als angehender Lehrer in der Stadt Ho. Das 1911 gemachte Angebot, als afrikanischer Leiter der deutschen Kolonialverwaltung in Togo zu arbeiten, schlug er aus. Kwami entschied sich stattdessen für die Kirche und wurde am 26. November 1911 in Amedzofe zum Pastor ordiniert. Im Zuge der Entwicklung des Ersten Weltkriegs wurden die deutschen Kolonialherren aus Togo vertrieben und das Gebiet 1916 unter den beiden Kolonialmächten Frankreich und Großbritannien aufgeteilt. 1922 wurde unter anderem auf Anregung der schottischen Mission im britischen Teil von Togo die unabhängige Evangelische Ewe-Kirche gegründet. Kwami, damals Leiter der christlichen Gemeinde in Amedzofe, wurde ihr Schriftführer und übernahm schließlich die Leitung der jungen Kirche und pflegte engen Kontakt zur Norddeutschen Missionsgesellschaft. Angesichts des aufgrund der Weltwirtschaftskrise stark zurückgegangenen Spendenaufkommens aus Deutschland brach Kwami auf Einladung der Norddeutschen Missionsgesellschaft 1932 zu einer Vortragsreise nach Deutschland auf. 60 Vorträge waren geplant, wegen des großen Interesses wurden schließlich 150 Vorträge an 82 Orten in Lippe, Ostfriesland, der Grafschaft Bentheim und im Oldenburger Land gehalten.
Zu einer Zeit, in der die Nationalsozialisten bereits größere Wahlerfolge feierten, stieß der afrikanische Pastor nur in der Stadt Oldenburg auf Schwierigkeiten. Hier stellten die Nationalsozialisten bereits die Landesregierung, und der Ministerpräsident und nationalsozialistische Gauleiter von Weser-Ems, Carl Röver, hetzte mit rassistischen Tiraden gegen Kwami und die für den 20. September 1932 geplante Veranstaltung in der Oldenburger Lambertikirche. Die sogenannte „Kwami-Affäre“ sorgte nicht nur in Oldenburg für Aufsehen. Über die rassistischen Drohungen Rövers wurde unter anderem in niederländischen und englischen Tageszeitungen berichtet. Im Gemeindeblatt „Friede sei mit euch!“ in Lomé blickte Robert Kwami 1934 noch einmal auf seine Deutschland-Reise und die Vorfälle in Oldenburg zurück: „Und man hat mich in keiner Stadt mit größerer Freude empfangen als in Oldenburg. Menschen, die sonst nicht zur Kirche gehen, kamen, so dass die Kirche brechend voll war. Viele fanden keinen Platz mehr und mussten während des ganzen Gottesdienstes stehen. Mein Herz war voll Freude und Dank gegen Gott. Eine große Schar Gottesdienstbesucher wartete draußen in der Kälte, bis ich heraus kam, und wünschte mir gute Reise und Wohlergehen mit großer Begeisterung. Um 11.30 Uhr nachts kam ich nach Bremen zurück mit einem Rosenstrauß, den ich Frau Inspektor Stoevesandt überreichte, die mich sehr erwartete. Gott hatte das Böse, das meine Feinde gegen mich geplant hatten, zum Besten seines Werkes und für mich gewandt. Darum vertraue nur Gott, bete, dann wird nichts Böses dich treffen.“ Die rassistischen Ausfälle Rövers im Rahmen der Vortragsreise Robert Kwamis führten dazu, dass sich die Oldenburgische Pfarrerschaft im Winter 1932 mit neun Thesen gegen die nationalsozialistische Rassenlehre zu Wort meldete – eine der frühesten kirchlichen Stellungnahmen zum Rassismus in Deutschland.
Robert Kwami verstarb 1945 in Togo. Im Mai 2009 ehrte die Oldenburgische Kirche den ghanaischen Pastor als Namensgeber für den „Robert-Kwami-Saal“ in der St.-Lamberti-Kirche.